# Providence
För andra betydelser, se Providence (olika betydelser).
Providence är en stad i USA och huvudstad i delstaten Rhode Island. 
Enligt 2020 års folkräkning hade staden en befolkning på 190 934 invånare Staden ligger i Providence County och är den näst största staden i New England (efter Boston). Storstadsregionen hade år 2004 ett invånarantal på 1 628 808.
Providence kallas i folkmun för "industrins bikupa" (engelska: Beehive of Industry) och dess centrum kallas för "centrumstaden" (engelska: Downcity).
Providence fick sitt namn för att minna om Guds omsorg om världen, hans försyn (engelska: God's merciful Providence), av Roger Williams när han fann platsen efter att ha blivit förvisad från Massachusetts av puritanerna. Statens officiella namn är The State of Rhode Island and Providence Plantations, vilket är det längsta namnet på en delstat i USA.
Providence är hemvist för Ivy League-universitetet Brown University.

## Bildgalleri

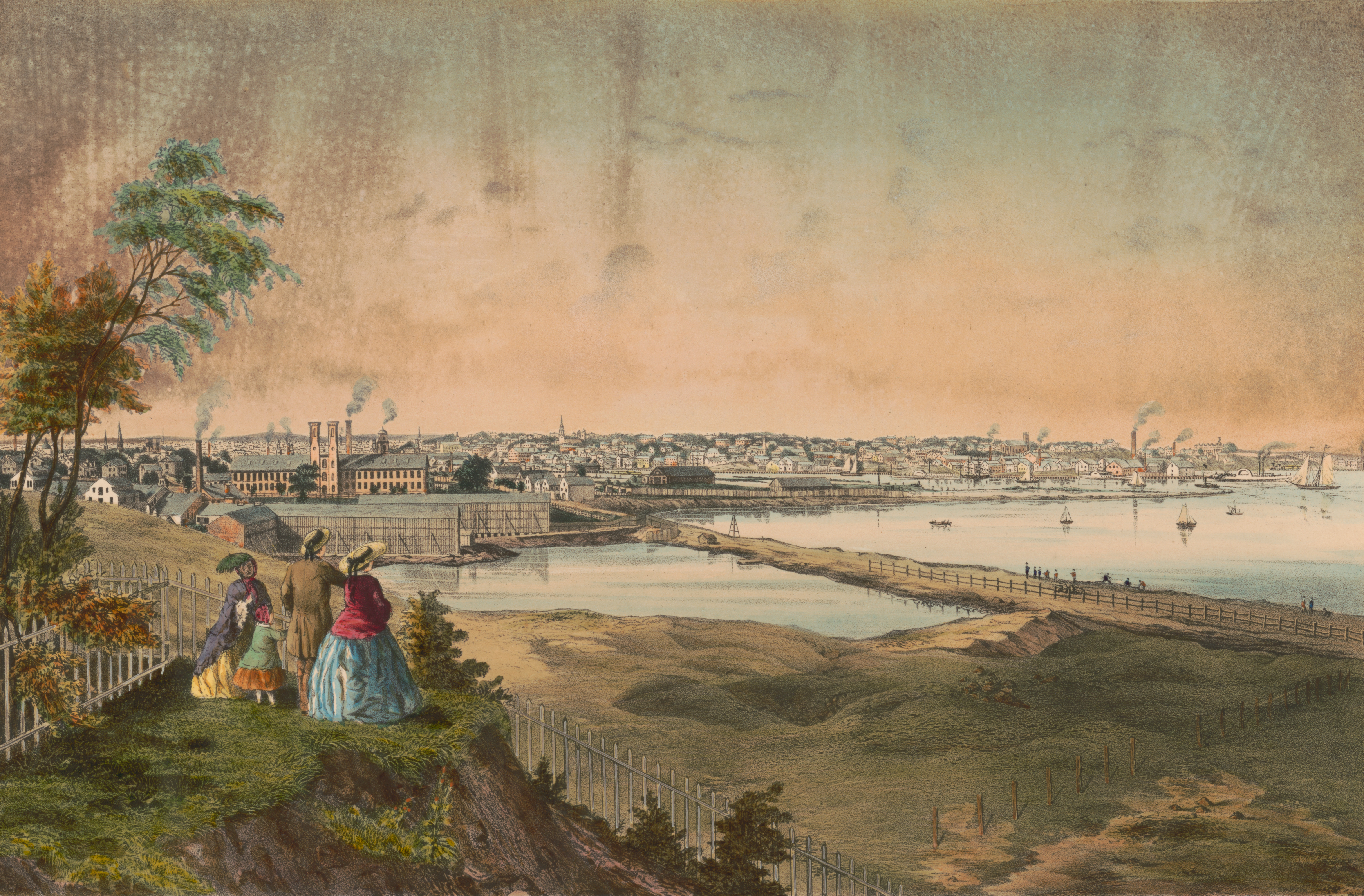
Provindence 1858.
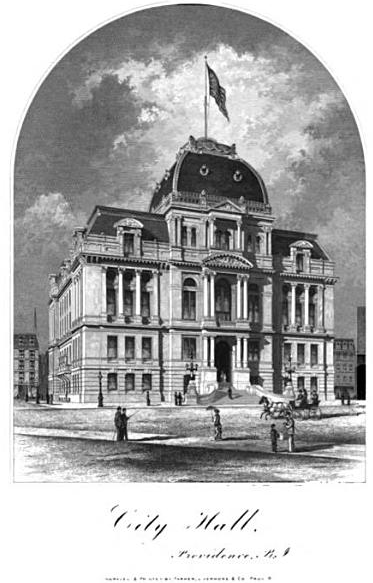
Rådhuset 1881.
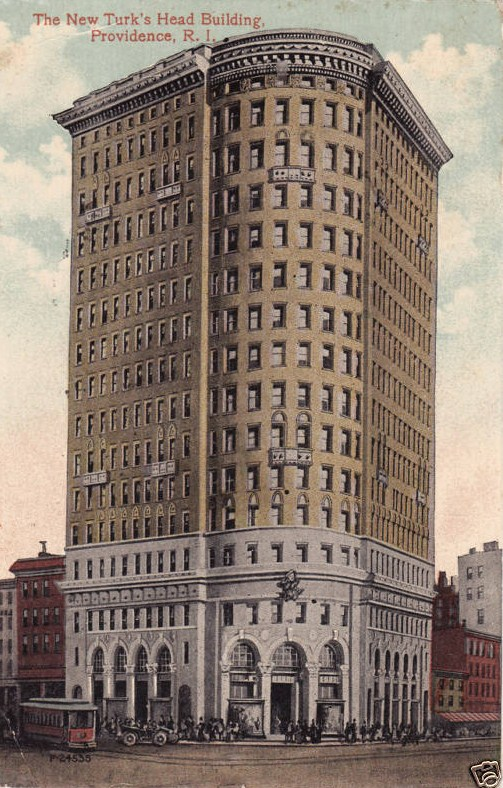
Nya Turk's Head, vykort från 1914.
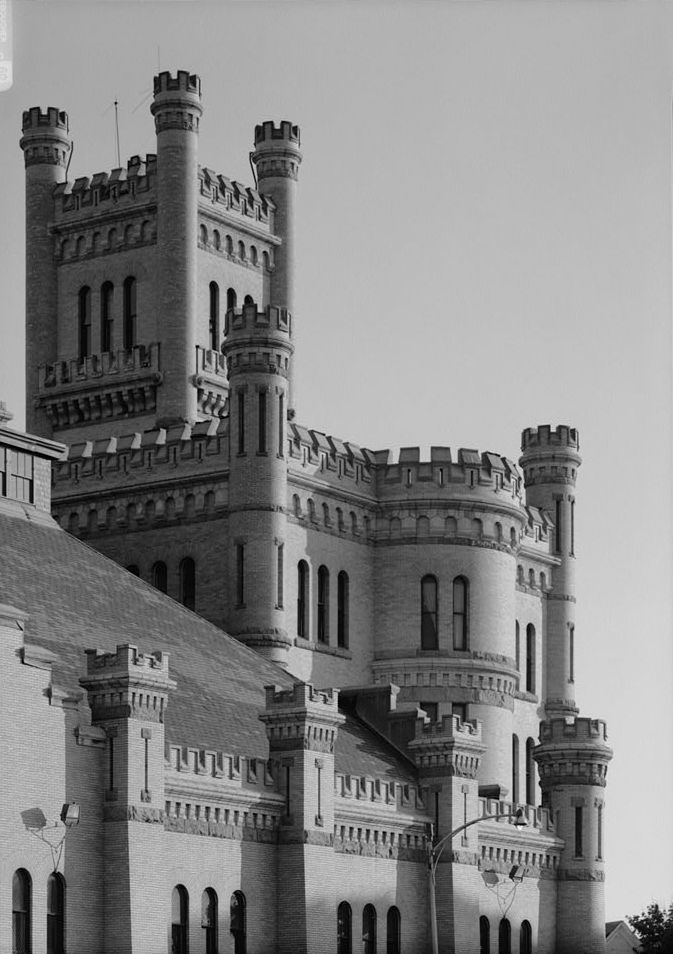
Tyghuset 1958.
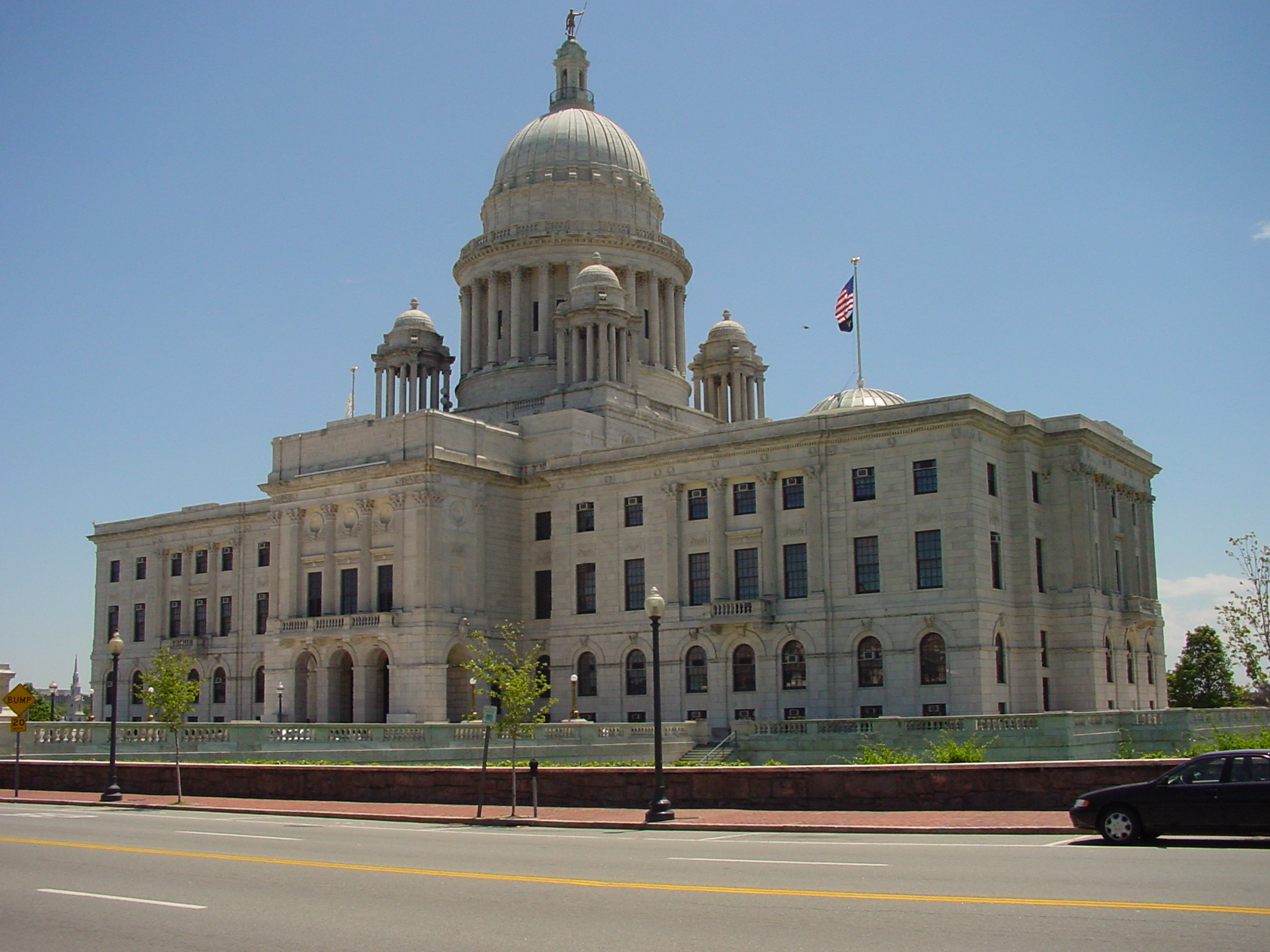
Folkrepresentationshuset för Rhode Island ligger i Providence.